# Bulharská akademie věd

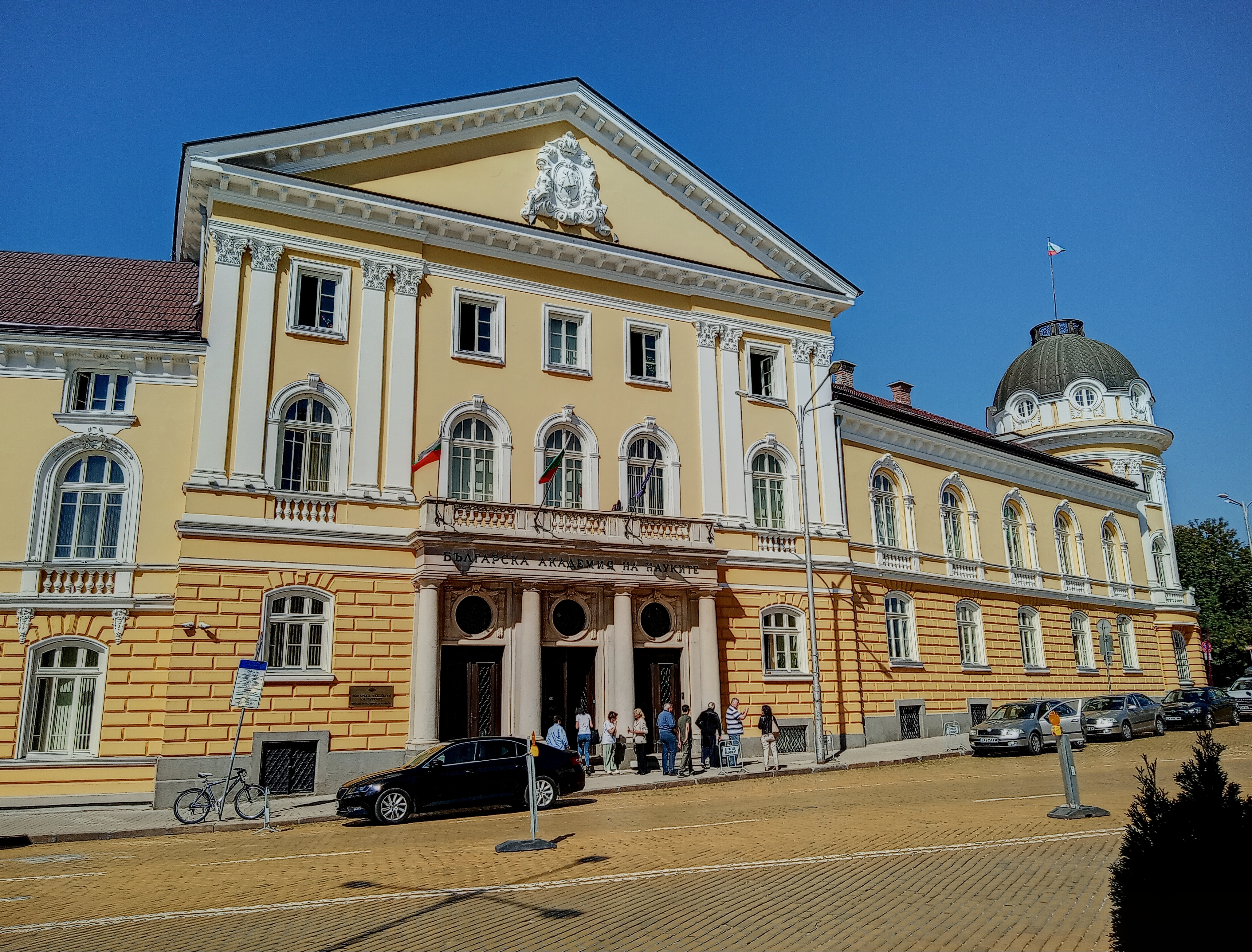
Sídlo akademie

Bulharská akademie věd (bulharsky: Българска академия на науките) je národní učenou společností institucí Bulharska se sídlem v Sofii. Byla založená 26. září 1869 pod názvem Bulharská literární společnost, a to v rumunské Brăile bulharskými emigranty (v době, kdy Bulharsko bylo stále ještě ovládáno Osmanskou říší). Od roku 1911 nese současný název. Skládá se ze Společnosti akademiků, členů korespondentů a zahraničních členů. Vydává a šíří různé vědecké práce, encyklopedie, slovníky a časopisy a provozuje vlastní nakladatelství nesoucí jméno Marina Drinova. Je rozdělena do tří tříd: 1) přírodní, matematické a inženýrské vědy, 2) Biologické, lékařské a agrární vědy, 3) Společenské, humanitní a umělecké vědy. Spadá pod ní 68 nezávislých vědeckých ústavů a laboratoří. Pod střechou akademie pracuje asi 3000 vědců. Od 1. března 1893 sídlí v budově na ulici 15. listopadu, vedle bulharského parlamentu. Budova byla navržena architektem Hermannem Mayerem a dokončena roku 1892. Během 20. let 20. století byla rozšířena.